# Bill Raisch
Carl William Raisch (5 de abril de 1905 - 31 de julio de 1984), fue un actor y bailarín estadounidense, conocido como "El Hombre Manco" perseguido por Richard Kimble (David Janssen) en la serie de televisión El fugitivo (1963 - 1967).

## Primeros años
Bill Raisch nació de North Bergen, Nueva Jersey hijo de un matrimonio de inmigrantes alemanes. Tras graduarse en el instituto, trabajó transportando cemento en obras de construcción y como boxeador aficionado. Como pareja de baile de una joven en eventos sociales y bailes, fue presentado a Florenz Ziegfeld que le contrató para sus Ziegfeld Follies. Se casó con una de sus compañeras de baile en las Follies, Adele Smith.

## Carrera
Tras su etapa como bailarín que trabajaba para Ziegfeld Follies en los años 1930, se embarcó en la Marina Mercante y en 1945 perdió su brazo derecho durante su servicio en la Segunda Guerra Mundial. Tras sufrir graves quemaduras durante un incendio a bordo, le fue amputado a la altura del codo. Inició entonces una carrera cinematográfica, mudándose a Los Ángeles en 1946. Interpretó varios papeles secundarios, siendo su papel cinematográfico más memorable en una famosa escena de lucha con Kirk Douglas en Lonely Are the Brave (1962). El papel más recordado de Raisch, sin embargo, fue en la serie de televisión El fugitivo (1963-1967), en la que interpretó a “El Hombre Manco” (quien frecuentemente se hacía pasar por el alias de Fred Johnson), quien fue la verdadera causa de muerte de la esposa del Dr. Richard Kimble, interpretado por David Janssen.
Luego de que El fugitivo terminara, Raisch apenas fue visto en la televisión u otros medios de comunicación nuevamente ya que retomó su carrera como profesor de actuación. Murió de cáncer de pulmón en 1984 en Santa Mónica, California, a los 79 años.[cita requerida]